# Ulf Samuelsson
Ulf Samuelsson (* 26. März 1964 in Fagersta) ist ein ehemaliger schwedischer Eishockeyspieler und derzeitiger -trainer mit US-amerikanischem Pass. Der Verteidiger absolvierte während seiner aktiven Karriere über 1200 Spiele für die Hartford Whalers, Pittsburgh Penguins, New York Rangers, Detroit Red Wings und Philadelphia Flyers in der National Hockey League. Mit den Penguins gewann er dabei in den Jahren 1991 und 1992 den Stanley Cup. Darüber hinaus vertrat er die schwedische Nationalmannschaft bei einer Reihe von internationalen Turnieren, unter anderem bei der Weltmeisterschaft 1990, bei dem das Team die Silbermedaille gewann, sowie bei den Olympischen Winterspielen 1998. Nach seiner aktiven Laufbahn war Samuelsson bisher unter anderem bei den Phoenix Coyotes, New York Rangers, Chicago Blackhawks sowie zuletzt von November 2020 bis Juli 2022 bei den Florida Panthers als Assistenztrainer beschäftigt.

## Spielerkarriere
Der 1,85 m große Verteidiger spielte bei Leksands IF in der schwedischen Elitserien, bevor er beim NHL Entry Draft 1982 als 67. in der vierten Runde von den Hartford Whalers ausgewählt (gedraftet) wurde.
Die Whalers setzten ihn schon in der Saison 1984/85 regelmäßig in der NHL ein, 1991 wurde er zusammen mit Ron Francis zu den Pittsburgh Penguins transferiert, mit denen er 1991 und 1992 den Stanley Cup und damit die nordamerikanische Eishockeymeisterschaft gewinnen konnte. Den Lockout in der verkürzten Spielzeit 1994/95 verbrachte der Linksschütze wieder bei Leksands IF, nach der Saison wurde er von den Penguins zu den New York Rangers transferiert. Samuelssons letzte beiden Karrierestationen waren schließlich die Detroit Red Wings in der Saison 1998/99 sowie die Philadelphia Flyers in der Saison 1999/00.
Während seiner Zeit in Nordamerika machte Samuelsson vor allem durch seine harte, teils sogar unfaire Spielweise auf sich aufmerksam. So war er auch für das vorzeitige Karriereende von Cam Neely und Pierre Mondou verantwortlich, die beiden nach schweren, durch Samuelsson verursachten, Verletzungen ihren Rücktritt vom aktiven Eishockeysport erklärten. In einer Umfrage des US-amerikanischen Fernsehsenders ESPN wurde der Schwede im Jahr 2002 auf Platz 4 der „schmutzigsten Profisportler aller Zeiten“ („dirtiest professional sports players of all time“) gewählt.

### International
Mit der schwedischen Nationalmannschaft bestritt Ulf Samuelsson die Junioren-Weltmeisterschaften 1982, 1983 und 1984. Mit den Senioren nahm er an den Weltmeisterschaften 1985 und 1990, bei der das Team die Silbermedaille gewinnen konnte, sowie am Canada Cup 1991 teil. Außerdem stand er im Team der NHL All-Stars beim Rendez-vous ’87 gegen die sowjetische Eishockeynationalmannschaft.
Während des olympischen Eishockeyturniers 1998 wurde der Verteidiger aus der schwedischen Nationalmannschaft gestrichen, nachdem bekannt wurde, dass er die US-amerikanische Staatsbürgerschaft beantragt und erhalten hatte. Daraufhin wurde ihm die schwedische Staatsbürgerschaft aberkannt, diese erhielt er erst wieder, als Schweden 2003 die doppelte Staatsbürgerschaft einführte.

## Trainerkarriere

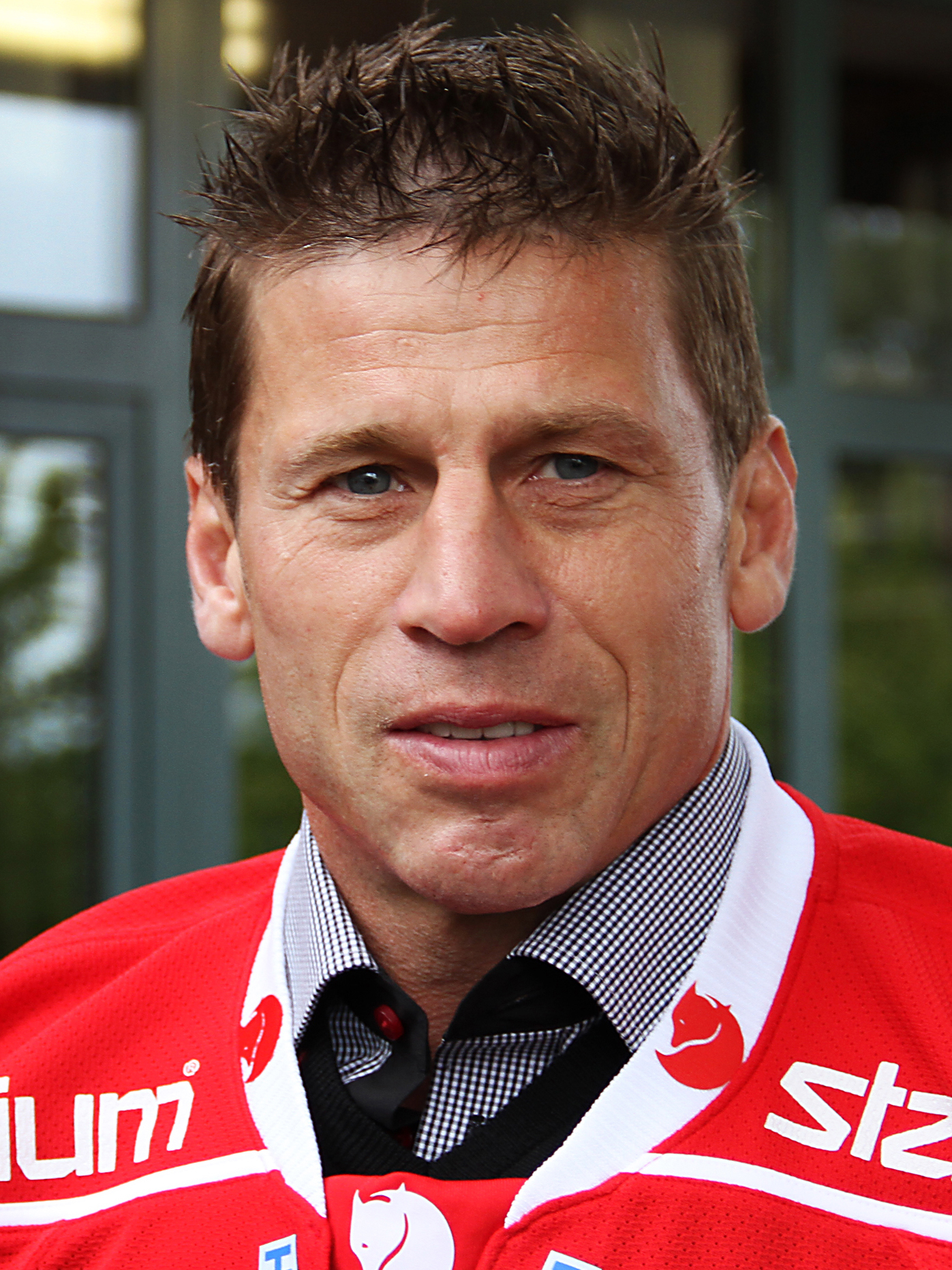
Ulf Samuelsson als Trainer von MODO Hockey

Ulf Samuelsson begann seine Trainerlaufbahn in der Saison 2003/04, als er als Chefcoach beim US-amerikanischen Amateurteam Phantoms Ice Hockey Club Squirt fungierte. Es folgten Engagements als Co-Trainer beim Team der Avon Old Farms School in der Saison 2004/05 sowie beim Hartford Wolf Pack aus der American Hockey League in der Saison 2005/06. Ab der Spielzeit 2006/07 war er als Assistenztrainer bei den Phoenix Coyotes in der NHL tätig. Zunächst assistierte er Wayne Gretzky, von 2009 bis 2011 unterstützte er Dave Tippett an der Bande. Im Mai 2011 wurde Samuelsson als Cheftrainer von MODO Hockey aus der Elitserien vorgestellt. Im Juli 2013 wurde er in der Funktion des Assistenztrainers von den New York Rangers engagiert, bei denen er drei Jahre lang tätig war. Nachdem er in der Saison 2016/17 die Charlotte Checkers als Cheftrainer betreut hatte, stellten ihn im Juni 2017 die Chicago Blackhawks als Assistenztrainer ein. Dort wurde er im November 2018 samt Cheftrainer Joel Quenneville entlassen. Anschließend kehrte er kurzzeitig in die Svenska Hockeyligan als höchste schwedische Spielklasse zurück, wo er im Februar 2020 beim Leksands IF die Nachfolge des entlassenen Cheftrainers Roger Melin antrat. Wenig später wurde die Saison jedoch abgebrochen, ehe er zur Spielzeit 2020/21 in die NHL zurückkehrte, als er im November 2020 erneut als Assistenztrainer von Joel Quenneville von den Florida Panthers engagiert wurde. Dort er war bis zum Ende der Saison 2021/22 tätig, als er samt Derek MacKenzie entlassen wurde.

## Erfolge und Auszeichnungen
- 1987 Teilnahme am Rendez-vous ’87
- 1991 Stanley-Cup-Gewinn mit den Pittsburgh Penguins
- 1992 Stanley-Cup-Gewinn mit den Pittsburgh Penguins

### International
- 1982 Goldmedaille bei der U18-Junioren-Europameisterschaft
- 1982 All-Star Team der U18-Junioren-Europameisterschaft
- 1990 Silbermedaille bei der Weltmeisterschaft

## Karrierestatistik
(Legende zur Spielerstatistik: Sp oder GP = absolvierte Spiele; T oder G = erzielte Tore; V oder A = erzielte Assists; Pkt oder Pts = erzielte Scorerpunkte; SM oder PIM = erhaltene Strafminuten; +/− = Plus/Minus-Bilanz; PP = erzielte Überzahltore; SH = erzielte Unterzahltore; GW = erzielte Siegtore; 1 Play-downs/Relegation; Kursiv: Statistik nicht vollständig)

## Familie
Samuelssons vier Kinder – drei Söhne und eine Tochter – sind allesamt dem Eishockeysport verbunden. Sein ältester Sohn Philip Samuelsson (* 1991) wurde im NHL Entry Draft 2009 ausgewählt und gewann im selben Jahr die Goldmedaille bei der U18-Junioren-Weltmeisterschaft. In der Saison 2013/14 feierte er für die Pittsburgh Penguins sein Debüt in der National Hockey League. Henrik Samuelsson (* 1994) wurde im NHL Entry Draft 2012 in der ersten Runde ausgewählt. Auch er wurde im Jahr 2011 Weltmeister im U18-Juniorenbereich, ehe er im Spieljahr 2014/15 für die Arizona Coyotes in der NHL debütierte. Der jüngste Sohn Adam Samuelsson (* 2000) ist ebenfalls Eishockeyprofi. Die Tochter Victoria Samuelsson (* 1996) ist seit 2013 schwedische Nationalspielerin.